# VdB 23
vdB 23 è una nebulosa a riflessione visibile entro l'ammasso aperto delle Pleiadi, nella costellazione del Toro.
Si tratta di un insieme di polveri e gas che circondano Alcione, la stella più brillante delle Pleiadi; Alcione è una gigante blu di classe spettrale B7III, la cui luce e la radiazione ultravioletta conferiscono alle nubi il caratteristico colore bluastro. Questa nube fa parte del sistema nebuloso in cui si trovano le Pleiadi, una regione periferica della Nube del Toro; nell'attraversare questa regione nebulosa, le stelle principali dell'ammasso illuminano le polveri una volta completamente oscure, facendole brillare per riflessione. vdB 23 e le nebulose circostanti sono un ottimo riferimento per lo studio delle nebulose a riflessione, in quanto la distanza, le stelle responsabili della loro illuminazione e il campo di radiazione sono ben noti. La distanza, compatibile con quella delle Pleiadi, è di circa 135 parsec (440 anni luce).